# شاطئ كارانغ بولونغ (أنير)

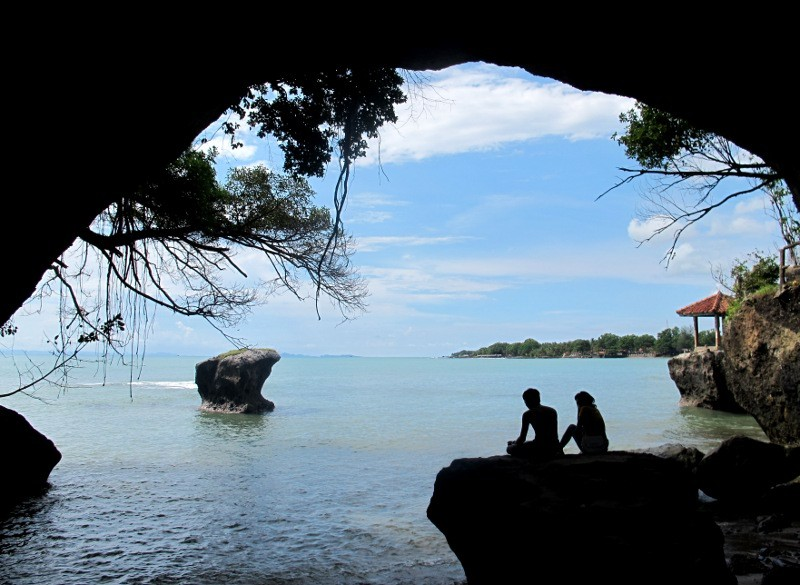
شاطيء كارانغ بولونغ في أنير.

شاطيء كارانغ بولونغ (بالإندونيسية: Karangbolong، تنطق: Ka•Rang-Boh•Lohng) يقع الشاطيء على ساحل أنير في جاوة الغربية بإندونيسيا.

## الموقع
اسم كارانغ بولونغ يعني صخرة (كارانغ) مع قناة (بولونغ). تم إنشاء الجبل المطل على الشاطيء من قبل الحمم المجمدة التي تشكلت أثناء ثوران بركان جبل كراكاتو، يقع شاطئ كارانغ بولونغ على بعد 50 كيلومترا من بلدة سيرانج أو 140 كم من جاكرتا، على شارع كارانغ بولونغ.

## الوصف
ملامح الأرض ومناظرها الرائعة الجميلة مطلة على محيط سيلتا سوندا، حيث كان الناس من جميع أنحاء اندونيسيا يأتون لزيارة هذا المعلم الوطني، يتميز معلم الشاطيء من جبل مع حق حفرة في الوسط (مشابهة لحد كبير من شكل الكهف الذي تم إنشاؤه من الحمم البركانية في كراكاتوا). الشاطيء يتميز بإطلالة جميلة على جبل بركان كراكاتوا والذي يعد واحدة من الوجهات السياحية الأكثر شعبية في جنوب شرق آسيا والمحيط الهندي. يقع الشاطيء يقع على بعد دقائق قليلة من لابوان ومدينة سيليجون حيث توجد حقول باداي وقرى الصيادين، والأسواق المفتوحة التقليدية، ومحلات السوبر ماركت والمساجد ومحطات الوقود ومنتجعات الغولف، والمكاتب الحكومية، والخدمات المصرفية، والمرافق الطبية والمطاعم وغيرها. كما أن الشاطيء يقع على مسافة تقد بحوالي ساعة واحدة عن المطار الدولي سوكارنو هاتا، وفقط حوالي ساعتين (حوالي 160 كم) بعيدا عن جاكرتا خلال الطريق السريع ميراك-أنيير.